# Sztanci (Kriva Palanka)
Sztanci (macedónul: Станци) település Észak-Macedóniában, a Északkeleti körzetben, Kriva Palanka községben.

## Népesség
| Lakosok száma | 651  | 690  | 430  | 451  | 365  | 269  | 249  | 203  | 134  |
|               | 1948 | 1953 | 1961 | 1971 | 1981 | 1991 | 1994 | 2002 | 2021 |

- 2002-ben 203 lakosa volt, akik mindannyian macedónok.